# Wooroloo Brook
Wooroloo Brook är ett vattendrag i Australien. Det ligger i delstaten Western Australia, omkring 31 kilometer nordost om delstatshuvudstaden Perth.
I omgivningarna runt Wooroloo Brook växer huvudsakligen savannskog. Runt Wooroloo Brook är det ganska tätbefolkat, med 58 invånare per kvadratkilometer. Genomsnittlig årsnederbörd är 763 millimeter. Den regnigaste månaden är juli, med i genomsnitt 131 mm nederbörd, och den torraste är december, med 14 mm nederbörd.